# Juan Rico y Amat
Pour les articles homonymes, voir Rico et Amat.
Juan Rico y Amat, né à Elda (pays valencien) le 29 août 1821 et mort à Madrid le 19 novembre 1870, est un écrivain, historien, journaliste, dramaturge et juriste espagnol d'idéologie conservatrice.

## Biographie
En 1836, alors âgé de 14 ans, il s'installe à Madrid et étudie la philosophie et le droit à l'université centrale. Il devient avocat en 1844.
Par un décret royal du 30 juin 1848 la reine Isabelle le nomme secrétaire de la couronne. En 1849, elle lui octroie le titre de commandeur de l'ordre d'Isabelle la Catholique. 
Il fonde en 1867 le périodique satirique La Farsa. Après la révolution de 1868, il crée dans la même lancée Don Quijote. Il s'efforce dans les deux publications de ridiculiser les progressistes révolutionnaires. 
Durant le règne d'Amédée Ier il est poursuivi par la Partida de la porra, groupe policier dirigé par Felipe Ducazcal y Lasheras et supervisé par Joan Prim et qui a exercé de nombreux actes de répression et de censure contre les partisans idéologies dissidentes. En conséquence, de nombreux théâtres madrilènes n'osaient pas représenter les œuvres de Rico y Amat.

## Œuvre
Hors ses publications dramatiques et journalistiques, il publie Poesías serias y satíricas (1842), avec un prologue élogieux de Hartzenbusch, Cuadros de costumbres (qui s'inscrit dans la vague du costumbrismo, en 1844) et une importante Historia política y parlamentaria de España (1860-1861) en trois volumes.
Il laisse une œuvre littéraire importante, grâce à laquelle il est devenu un nom reconnu dans la littérature espagnole du XIXe siècle. La réédition en 1976 de son Diccionario de los políticos, publié originellement en 1855, témoigne de l'intérêt accordé à son œuvre.

### Œuvres historiques, politiques et juridiques
- Jurisprudencia administrativa, 1847
- Diccionario de los políticos, 1855
- Historia política y parlamentaria de España, 1860
- El libro de los senadores y diputados, 4 tomes, 1862-1868
- La unidad católica, 1869

### Théâtre
- Conspirar con buena suerte, 1853
- Costumbres políticas, 1855
- La escuela de las madres, 1859
- Vivir sobre el país, 1863
- El mundo por dentro, 1863
- La belleza y el alma, 1864
- "¡¡¡El miércoles!!!, 1864

### Poèmes
- A.S.M. La Reina Isabel II en su enlace
- A.S:A: El Infante Don Francisco de Asís
- La perla del serrallo

Certains spécialistes de Rico y Amat soutiennent que le poème La desesperación, traditionnellement à José de Espronceda, est l'œuvre du premier.